# In alto mare/Buongiorno anche a te
In alto mare/Buongiorno anche a te è un 45 giri della cantante pop italiana Loredana Bertè, pubblicato nel 1980 dall'etichetta discografica CGD.

## I brani

### In alto mare
Il brano, scritto da Oscar Avogadro e Daniele Pace e composto da Mario Lavezzi, ebbe un grande successo diventando uno dei brani più famosi della cantante.
Il disco raggiunse il picco massimo dell'ottava posizione dei singoli più venduti, e la quarantasettesima di quelli più venduti in Italia nel 1980 con oltre duecentomila copie. Il singolo venne pubblicato anche per il mercato olandese.
Il brano pur essendo appartenente al genere italo disco, presenta forti influenze funky, piuttosto inedite all'epoca per il panorama musicale italiano.

### Buongiorno anche a te
Ballata scritta da Oscar Avogadro e composta da Pino Daniele era il lato B del disco.
Entrambi i brani sono contenuti nell'album LoredanaBertE'.

## Sample e remix
Nel 2004 i 2Black ripropongono il ritornello di In alto mare utilizzandolo per la loro hit Waves of Luv, rinnovandone così la popolarità. Nel 2025 viene pubblicato il singolo digitale In alto mare (remix) contenente tre remix inediti a cura del deejay Dimitri From Paris.

## Tracce
Lato A
1. In alto mare – 4:35 (Avogadro-Daniele Pace-Mario Lavezzi)

Durata totale: 4:35
Lato B
1. Buongiorno anche a te – 3:27 (Avogadro-Pino Daniele)

Durata totale: 3:27

### Charts
| Chart (1980)  | Peak position |
| ------------- | ------------- |
| Italia (FIMI) | 8             |